# 8803 Kolyer
A 8803 Kolyer (ideiglenes jelöléssel (8803) 1981 EL34) a Naprendszer kisbolygóövében található aszteroida. Schelte J. Bus fedezte fel 1981. március 2-án.